# Bolivia ai Giochi della XIX Olimpiade
La Bolivia partecipò ai Giochi della XIX Olimpiade che si sono svolti a Città del Messico dal 12 al 27 ottobre 1968, con una delegazione di quattro atleti impegnati in tre discipline: canoa, equitazione e tiro. Fu la terza partecipazione di questo paese ai Giochi estivi. Non fu conquistata nessuna medaglia.